# 昆陽 (南投縣)
昆陽是台灣中央山脈北段著名的高山合歡山區南側的一處旅遊景點，位於台14甲線合歡山公路29.3公里處，海拔約3,090公尺，座落於一處地勢平坦的高地上。其行政區劃屬於南投縣仁愛鄉，位置恰為大同與德鹿谷（2021年正名，前稱合作村）二村交界。日治時在此建有合歡山警官駐在所，戰後改為昆陽派出所，後來將派出所裁撤，在冬季雪季設昆陽檢查哨管制入山交通以及昆陽醫療救護站，太魯閣國家公園成立後當地立有太魯閣國家公園界碑，自此即進入太魯閣國家公園境內。另外由於夜晚時光害少，昆陽停車場常為天文愛好者佔滿，形成越夜越熱鬧的景觀。近年來因為合歡山暗空公園的成立，每逢晴天夜晚常有許多遊客駐足觀星，所形成的光害亂象也日漸嚴重。

## 歷史
日治時期，台灣總督佐久間左馬太為執行「五年理蕃計畫」討伐太魯閣，在大正期間共有三次探險隊、測量隊皆先經過此地再往合歡山前進。探險及測量工作結束後，由南投廳廳長石橋亨組成道路開鑿隊，利用原有蕃路加以闢建，再配合炸藥開鑿。太魯閣討伐戰結束後，台灣總督府又對這條道路加以清理並予以修建。霧社事件之後，正式修築合歡越道路，蔚為當時登山健行所盛之路線，在此地設有合歡山駐在所並附設招待所。國民政府接收台灣後，1950年代展開東西橫貫公路興建計畫，分別在宜蘭、霧社各築一條補給線，其中霧社支線途經現今所稱的「昆陽」，原本的合歡山駐在所改為南投仁愛分局昆陽派出所，成為當時全台海拔最高的派出所，後來將派出所裁撤以昆陽檢查哨取代，以做為冬季雪季實行管制交通的入山檢查哨以及雪季勤務醫療救護站。

## 地理

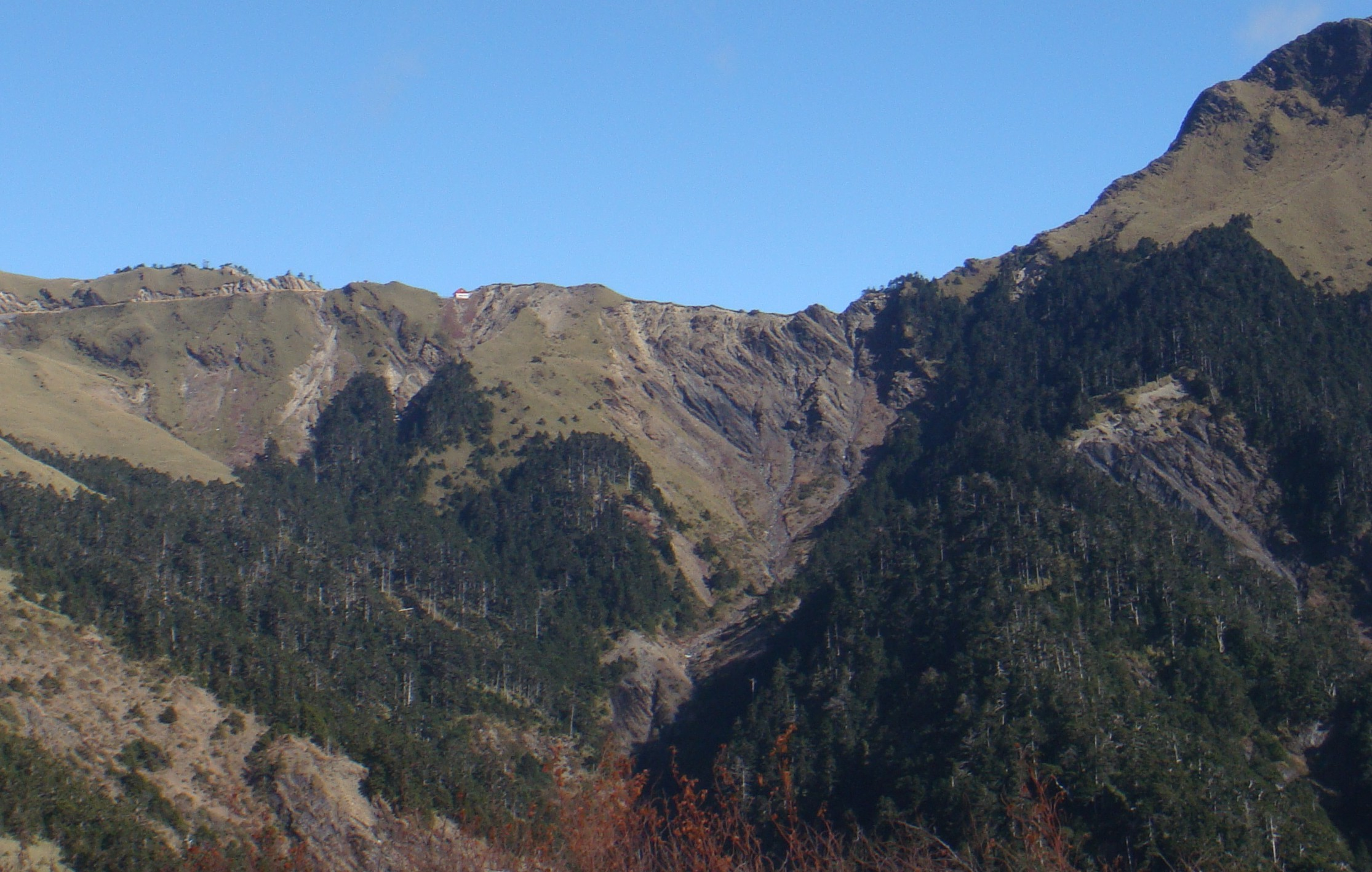
從昆陽可遠眺濁水溪源，其左方白色亮點即武嶺亭。

昆陽視野可展望合歡群峰的瞭望高地，位在合歡山主峰往南延伸的綿長平緩支稜約兩公里處再轉折往西伸稜線的轉折點上的平台，其近旁西北側約400公尺的山肩即為合歡山南峰（海拔3,212公尺），昆陽的海拔高度約3,090公尺。昆陽除了設有雪季才施行管制的昆陽檢查哨、雪季勤務醫療救護站，還設有停車場、觀景台、公共廁所等設施。昆陽的地質是屬第三紀亞變質岩，根據1989年《臺灣中部橫貫公路沿線地質簡介》，從大禹嶺以西的硬頁岩、板岩，到了大禹嶺以東則轉變成千枚岩，在霧社支線昆陽至碧綠路段皆是這種蓬萊造山運動所產生變質程度不一的岩層，可見於光滑的平整板岩之間有著與片狀的薄板岩堆疊，其岩狀在邊緣處易受到外力變形而碎裂開來。